# Антоний (Азизов)
Епископ Анто́ний (в миру И́горь Шамсулла́евич Ази́зов; 18 июня 1979, Астрахань) — архиерей Русской православной церкви, епископ Волгодонский и Сальский с 24 сентября 2021 года. Член Межсоборного присутствия Русской православной церкви на 2018—2022 годы.
Тезоименитство — 30 января (память преподобного Антония Великого).

## Биография

### Детство, образование, священническое служение
Родился в нерелигиозной смешанной по национальности семье, считает себя русским по духу. Крестился в возрасте 19 лет.
В 1985—1996 годах обучался в школе № 30 города Астрахани.
В 1997 году поступил в Астраханский мореходный колледж, который окончил в 2000 году по специальности «Электромеханик судового электрооборудования».
В 2000 году поступил в Астраханский государственный технический университет.
Студентом активно играл в Что? Где? Когда? в составе одной из местной команд знатоков.
В студенческие годы начал посещать астраханский храм Иоанно-Предтеченского монастыря.
Окончил АГТУ в 2004 году с квалификацией «инженер-электромеханик» по специальности «Эксплуатация электрооборудования и автоматики судов».
В 2004 году поступил в епархиальное Волгоградское духовное училище, которое окончил в 2005 году. Именно этот год, проведённый в стенах Свято-Духова монастыря, и повлиял на решение будущего архиерея принять монашество.
15 августа 2005 года принял монашеский постриг с именем Антоний в честь преподобного Антония Великого.
Был определён в число братии Иоанно-Предтеченского монастыря в Астрахани.
27 сентября 2005 года рукоположен архиепископом Астраханским Ионой (Карпухиным) во иеродиакона, 30 октября  — во иеромонаха.
В 2012 году окончил 6-летний курс обучения на заочном отделении миссионерского факультета Православного Свято-Тихоновского гуманитарного университета в Москве по специальности «религиовед», «преподаватель религиоведения», защитив дипломную работу по теме «Межрелигиозный диалог и религиозность учащихся и их семей в образовательных учреждениях Астраханской и Енотаевской епархии в нач. ХХ и нач. XXI вв.», написанную под руководством д. ф.-м. н., профессора А. Б. Ефимова.

### Деятельность на Ахтубинской кафедре
12 марта 2013 года решением Священного синода назначен епископом на новообразованную Ахтубинскую кафедру с титулом «Ахтубинский и Енотаевский».
17 марта 2013 года за литургией в Успенском кафедральном соборе Астраханского кремля архиепископом Астраханским Ионой возведён в сан архимандрита.
29 марта 2013 года в Тронном зале соборного Храма Христа Спасителя в городе Москве наречён во епископа Ахтубинского и Енотаевского.
7 мая 2013 года, в праздник Иверской иконы Божией Матери в Успенском храме Новодевичьего женского монастыря Москвы состоялась его епископская хиротония: митрополит Крутицкий и Коломенский Ювеналий (Поярков), митрополит Астраханский и Камызякский Иона (Карпухин), архиепископ Можайский Григорий (Чирков), епископ Илиан (Востряков), епископ Видновский Тихон (Недосекин), епископ Серпуховской Роман (Гаврилов), епископ Солнечногорский Сергий (Чашин), епископ Балашихинский Николай (Погребняк), епископ Зарайский Константин (Островский).

#### Общественная деятельность
Состоял членом ряда общественных организаций, в частности этноконфессионального совета при губернаторе, межведомственной рабочей группы по ранней профилактике семейного неблагополучия при Центре социальной поддержки населения Ахтубинского района и Общественной палаты МО «Город Ахтубинск» при Главе МО «Город Ахтубинск»,. В 2015 г. Антоний также принимал участие в работе организационного комитета по подготовке празднования 70-летия Великой Победы, предложив, в частности, провести масштабный мотопробег от Ахтубинска до Астрахани и затем до Мамаева Кургана с приглашением кого-нибудь из известных людей, а также провести триумфальное шествие на площадь Победы г. Ахтубинска с элементами исторической реконструкции. Мотопробег «Мы — наследники победы» состоялся с 3 по 7 мая по территории Астраханской области от Ахтубинска до областного центра. Такой же мотопробег прошёл и в 2016 г.
26 ноября 2015 г. епископ Антоний совершил панихиду по военнослужащим Российской Федерации, погибшим во время контртеррористической операции в Сирии, — Олегу Пешкову и Александру Позыничу. С этого дня по благословению владыки во всех храмах Ахтубинской епархии за каждой Литургией на сугубой ектенье читаются прошения о победе русского воинства.
С 12 по 19 сентября 2016 г. в составе делегации Русской Православной Церкви совершил визит в группировку российских войск в Сирии. По благословению Патриарха Кирилла, на российской авиабазе Хмеймим был совершён чин освящения часовни во имя святого великомученика Георгия Победоносца. Члены делегации встретились с митрополитом Латакии Иоанном, епископом г. Тартуса Афанасием, а также командованием группировки. За время визита были совершены две Божественные литургии, 18 молебнов, крестный ход с иконой святого Георгия Победоносца вокруг авиабазы. Проведены беседы с военнослужащими

#### Строительство и реставрация храмов, открытие новых приходов
21 сентября 2013 г., после литургии и городского крестного хода, заложил камень в основание будущей часовни у мемориального комплекса «Крыло Икара» в Ахтубинске. Часовня в честь Архангела Михаила была открыта спустя год, 20 сентября 2014 г.
Для устройства ещё одного храма в Ахтубинске в 2014 г. обратился к местным властям с просьбой о передаче в бессрочное безвозмездное пользование освободившегося здания музыкальной школы по адресу ул. Заводская, 75.
Крест и купол храма в честь Апостола Фомы в Харабалях был освящён 25 августа 2014 г., через два дня после трагедии в г. Кировское, где в результате артиллерийского обстрела снаряд попал в храм во время всенощного бдения. 19 апреля 2015 года этот храм был освящён.
В течение 2014 г. были открыты приходы: в честь пророка Илии с. Речное Харабалинского района (2 августа), в честь Петра и Февронии Муромских в с. Пологое Займище (14 сентября), в честь апостола Иоанна Богослова в с. Вязовка Черноярского района (9 октября). Также образованы приходы в сёлах Бузан, Вольное, Золотуха, Новоурусовка. В Ахтубинске зарегистрировано архиерейское подворье.
На Покров 2014 г. (14 октября) состоялась первая литургия в храме Покрова Божьей Матери в селе Пришиб Астраханской области. Храм восстанавливался с 90-х гг. XX в. Перед богослужением духовенство и миряне прошли крестным ходом 12 километров от церкви Рождества Пресвятой Богородицы в селе Никольское до Пришиба. Шествие возглавил владыка Антоний.
4 ноября 2015 года освятил храм в честь Введения во храм Пресвятой Богородицы, расположенный в селе Солодники.

### Деятельность на Волгодонской кафедре
Решением Священного синода 24 сентября 2021 года назначен на Волгодонскую и Сальскую кафедру с освобождением его от управления Ахтубинской епархией и выражением ему благодарности за понесённые архипастырские труды.
В декабре 2021 года обратился с предложением об открытии радио «Вера» в Волгодонске. Совместно с Волгодонской епархией была проведена большая работа, и в октябре 2022 года была уже получена лицензия на вещание радиоканала «Радио Вера».

## Публицистическая деятельность
В бытность иеромонахом написал рассказ для так называемого второго тома книги «Несвятые святые», которую архимандрит Тихон (Шевкунов) собирался составить из историй, присланных читателями. Рассказ был опубликован 11 апреля 2014 года и вызвал ряд положительных отзывов на сайте Православие. RU.
публикации
- Публикации на сайте «Православие. Ru»
  - (в соавторстве) Вопрос недели: как провести Успенский пост
  - Жил человек… История для 2-го тома «Несвятых святых»
- Основные принципы взаимодействия Церкви и Вооруженных сил. Доклад епископа Ахтубинского и Енотаевского Антония на «военной» секции XXIV Международных Рождественских образовательных чтений

## Награды
- Памятная медаль «Юбилей Всенародного Подвига. 1613—2013»[32]
- Юбилейный знак «700 лет со дня рождения преподобного Сергия Радонежского»[33].
- Почётная грамота губернатора Астраханской области за успехи, достигнутые в плодотворной профессиональной и общественной деятельности в связи с Днём народного единства[34]